# تحالف الشمول المالي

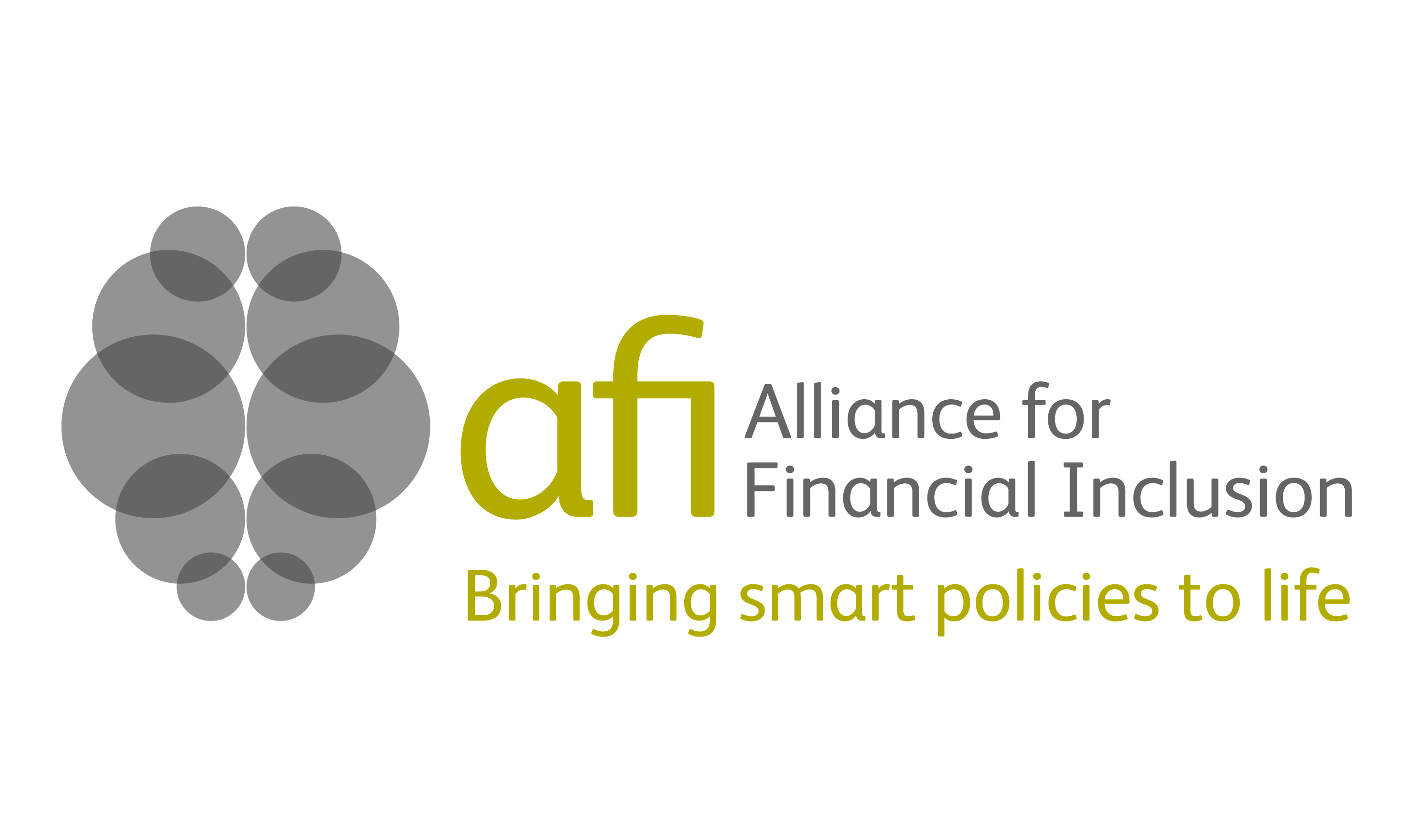
The official logo of the Alliance for Financial Inclusion

تحالف الشمول المالي (AFI) هو شبكة من واضعي سياسات الشمول المالي مقرها الرئيسي في كوالالمبور، ماليزيا، وقد تأسست في عام 2008 كمشروع ممول من مؤسسة بيل وميليندا غيتس Bill & Melinda Gates وبدعم من هيئة المعونة الأسترالية AusAid . وتتمثل رسالته الأساسية في تشجيع تبني سياسات مالية شاملة في الدول النامية، لمواجهة من الفقر، وتضم الشبكة أكثر من 100 مؤسسة مالية من أكثر من 89 دولة.
وفي عام 2010، رشحت مجموعة العشرين تحالف الشمول المالي كأحد الشركاء التنفيذيين الثلاثة لمجموعة الشراكة العالمية 20 للشمول المالي (GPFI). في هذا الدور، تقوم التحالف بجمع سياسات مبتكرة لزيادة الوصول إلى الخدمات المالية من البلدان النامية وتساعد مجموعة من صانعي السياسات من خارج دول مجموعة العشرين في مجموعة البلدان النامية على المشاركة.
في عام 2011 ، إعتمد أعضاء تحالف الشمول المالي بشكل جماعي إعلان مايا Maya Declaration، وهو وثيقة تمثل بيان نوايا لجعل الشمول المالي محوراً رئيسياً في الجهود الوطنية من أجل الحد من الفقر والإستقرار الاقتصادي.
ويعقد التحالف سنوياً المنتدى العالمي للسياسات (GPF) يستضيفه أحد البنوك المركزي الأأعضاء، وكان أول انعقاد في في سبتمبر 2009 في نيروبي، من قبل البنك المركزي لكينيا، واجتذب ما يقرب من 100 من محافظي البنوك المركزية وغيرهم من صناع السياسة المالية.
وفي سبتمبر 2017 إنعقد في مصر - شرم الشيخ، من قبل البنك المركزي المصري، واجتذب ما يقرب من 170 من محافظي البنوك المركزية وغيرهم من صناع السياسة المالية.

## روابط خارجية
- الموقع الرسمي